# Ceratostylis culminicola
Ceratostylis culminicola là một loài thực vật có hoa trong họ Lan. Loài này được P.Royen mô tả khoa học đầu tiên năm 1979.